# 胡尔拉赫
胡尔拉赫是德国巴伐利亚州的一个市镇。总面积17.17平方公里，总人口1663人，其中男性816人，女性847人（2011年12月31日），人口密度97人/平方公里。